# Jean-Luc Sauvaigo
Pour les articles homonymes, voir Sauvaigo.
Jean-Luc Sauvaigo, né le 28 avril 1950 à Nice, est un poète, aquarelliste, et auteur-compositeur-interprète , originaire de Nice d'expression niçoise occitane. 1965 marque le début de son écriture. De cette période datent ses premiers poèmes et ses premières chansons.
C’est essentiellement la peinture qui lui permet de vivre. Son œuvre est  conséquente, depuis 1970, il écrit plus de 20 livres dans divers genres (bande dessinée, poésie, prose, chansons), collaboré à une trentaine d'albums musicaux et peint d'innombrables aquarelles .
Avec René la sciença , Ternengo , Réno et bien d'autres , il invente la bande dessinée occitane en lançant la Ratapinhata nova en 1976 - 
"40 ans après la rata volava mai !" Héritier de Rondelly , Jouan et Andrin Nicola -

## Biographie

### Enfance et adolescence
Jean-Luc Sauvaigo est né en 1950 dans le quartier de la Mantega à Nice. 1965 est une année-symbole fondée en premier lieu sur la venue des Beatles, le 30 juin de cette année, au Palais des Expositions,. Pour toute une génération, et d’autant plus pour un passionné de musique et un compositeur, c’est un mythe qui devient réalité. Sauvaigo se plaît à comparer l’accueil réservé par les Niçois à Garibaldi un siècle auparavant, à celui des Beatles par cette même ville et toute une jeunesse folle de rock. Le concert donné à Nice par ce groupe tant vénéré représente une étape majeure dans la formation de l’auteur.

### Jeunesse
À partir de cette année-là (1965), et trois années durant, une prise de conscience nouvelle envahit le personnage. L’envie de créer s’empare de lui et la sensation qui naît de la production l’occupe de plus en plus. C’est l’époque qui marque le début de son écriture. De cette période datent ses premiers poèmes et ses premières chansons. Mais 1965 demeure le symbole de cette seconde naissance car, mis à part la venue des quatre natifs de Liverpool, des rencontres vont aiguiller son désir, ses envies, et ses convictions. Parmi ces rencontres, Bernard Honoré « Tuck » Certano, Guy Peglion (frère d'Alan Pelhon), Jack Kerouac et surtout Robert lafont. C’est donc le plaisir né de ces nouvelles rencontres qui a raison de ses études. Aux cours de latin, de physique ou de chimie, Sauvaigo préfère les discussions érudites avec Guy Peglion, les lectures littéraires, les conférences de Robert Lafont ou le début de l’écriture. L’abandon provisoire de ces études en cette année 1966 démontre partiellement le côté autodidacte de l'auteur.

### Vie professionnelle
Au tout début des années 1970, il rencontre Mauris Sgaravizzi et Alan Pelhon. Après son passage à Paris et dans la région marseillaise, toujours dans le milieu professionnel, il travaille en tant qu’instituteur durant un an et demi dans les années 1970. Puis il cumule plusieurs métiers. Il travaille dans des usines, devient ensuite éducateur et suit une école de psychomotricité. Il occupe aussi la fonction d’assistant universitaire. Il participe à l’université d’Aix-Marseille à l’organisation de travaux dirigés. Le fil rouge de sa vie « professionnelle » demeure le Chemin de fer. Il entre aux Chemins de fer de Provence en tant que garde-barrière. Puis, il intègre la SNCF et suit son apprentissage à l’école des cheminots à Marseille.
En 1982, par l’intermédiaire d’un de ses amis, il obtient l’opportunité d’apprendre tout ce qui touche à la perspective dans le but de se faire architecte. Au bout de trois mois, il commence à être payé et travaille ainsi deux ans pour un cabinet. Il démissionne une nouvelle fois et un an après saisit une grande opportunité dans sa nouvelle fonction. Le Parc Des Miniatures de Nice est en projet. Sauvaigo se voit alors confier la réalisation de cent cinquante deux maquettes et d’une vingtaine de saynètes. L’aventure prend fin en 1990 et elle fut en même temps son dernier contact avec le monde du travail. Mais Jean-Luc Sauvaigo, malgré cet enchaînement de professions se revendique écrivain et peintre. C’est essentiellement la peinture qui lui permet de vivre. Son œuvre est alors conséquente, en effet, depuis 1970, il écrit plus de 20 livres dans divers genres (bande dessinée, poésie, prose, chansons), collaboré à une trentaine d'albums musicaux et peint d'innombrables aquarelles (et notamment pour la société des transports de Nice qui exposa une de ses expositions dans tous les bus de la ville).
Sa série d’aquarelles Les 36 vues du mont Chauve est exposée du 16 mai au 30 novembre 2024 au centre du Patrimoine - Le Sénat, dans le Vieux-Nice,.

## Œuvres

### Poésie
- Seba, Toulouse, I.E.O, 1972.- 47 p. (collection Messatges)
- Mon Fiu es un bèu jorn pèr morir, 2e édition, bilingue - Paris, P.J. Oswald, 1974, 75 p. (collection Poésie d’Oc)
- Sus la brua, édition illustrée bilingue - Nice, Segurans, 1984, 81 p.
- Un Sera fodrat de verd’espera, œuvre bilingue, préface de J-Y. Casanova, illustrations de M. Maubert, Nice, Z’éditions, 1993, 112 p.

### Bande dessinée
- Inventeur de la bande dessinée Occitane avec la RATAPINHATA NOVA dans les années 70
- La Remirabla vida de Gracchus Ontario dau temps que Berta Filava…aüra debana - Nice, C.N.E.O, 1974, 32 p.
- Origines de Gracchus Ontàrio - Nice, Segurans, 1990, 54 p.
- Lo Cat, lu piratas e lo mago. Bilingue - Nice, Segurans, 1990, 52 p. (collection Li ratapinhàticas)
- Lalin. Roman illustré par Edmond Baudoin - Nice, Z’éditions, 1997, 99 p.
- Compendi derisòri dau desideri - Montpeyroux, Jorn, 2007, 235 p.

### Prose
- Quièta còla e cia - Montpellier, Obradors, 1976, 54 p. (collection Lo Manard Saberut)
- Faula de Nissa - Nice, Stampa segurana, 2011, 128 p.

### Recueil de chansons
- D’una Laupia, édition illustrée, chansons commentées et partitions de musique, préface de Robert Lafont, Nice, Segurans, 1985, 147 p.
- Gigi pantais, conte musical avec P. Vaillant - Nice, A.D.E.M, 1987
- La Fuada, chansons bilingues  - Nice, Segurans, 1989, 30 p. (collection li Ratapinhaticas)
- Anita, Gigi e autres pantais. Chansons et spectacle - Nice, Segurans, 1990, 58 p.
- Tim et l’Archipel. Space opera. Livret illustré par Dominique Landucci - Nice, Adem, 1992
- Cançon-volum 3. Chansons bilingues illustrées - Nice, Segurans, 1997
- Paraulas, au soum de la lenga (recueil de ses 175 chansons parues depuis 1976), Stampa Segurana, 2014, 406 p.

### Architecture
- La Colline à remonter le temps, guide du Parc Des Miniatures - Nice, Tropiques, 1989

### Illustrations
- Barbets. Plaquette illustrée - Nice, Segurans, 1995
- Les saisons niçoises de Frédéric Nietzsche. Les paysages de l'esprit. 1883-1888. Semeria Yves Nice, Z'Edtions, 2001

### Théâtre
- L’Or d’en Mascoïnat, pièce de théâtre - Nice, Serre, 2001, 100 p. (collection Serre Classic)

### Inédits
- See You Later Alligator, scénario et dialogues de bande dessinée - 1978
- Babazouk blues, scénario complet et dialogues de fiction pour un projet de film - 1990
- Esquasi Blu. Poème scénique et chansons - 1991

## Discographie

### Avec l'Ontàrio
- Mauris e l'Ontàrio

- Bàmbole (cassette) 1983
- Abdulah Preference Imperial (cassette) 1984
- Sùbito (cassette) 1985
- Baietas de Punta del Este (cassette) 1991
- Revival 1992
- Mondo Cane 2006
- Esquasi 2007

### Avec le Nissa All Star (N.A.S)
- N'as de nas? (cassette) 1988

### Avec Barba Ontàrio
- Banhanàs, 1996
- Ad Populum 97 (concert) 1997
- En Barbarìa, mai 1998

### Avec l'Ontàrio C.S.N.
C.S.N. en hommage au groupe de folk rock américain Crosby, Stills & Nash, les musiciens ayant les mêmes initiales (Certano, Sauvaigo et Nesci). Dans cette formation, Certano est David Certano, le fils de "Tuck", grand ami de Sauvaigo et musicien dans les premiers albums.
- Ràdio Babasoc, 1999
- Blues per Degun, 2001
- Te'n vas en mingo Luèc, 2009

### Lucchino e l'Ontàrio
- Palhasso Universal, 2001
- I Fantasmi dell Opera, 2009

### Avec l'Ontàrio blues Band
- Trentem, 2002
- Entrevaux Blues Festival (concert), 2004

### Sauvaigo (seul)
- Sola Sòla (reprise des chansons composées pour Mauris), 2008

### S. e C. (Sauvaigo e Certano)
- Lu pichin rens, 2011

### Avec le Barba Gracco Ontàrio Imperial Banda
- Parada, 2012
- Manada dei Caga-bleas, 2013

### Participations
- 1974 : Viure Drech (Label VENTADORN)

1. Melancolica Marta : Jean-Luc Sauvaigo / Mauris
2. Cala la plueia : Alan Pelhon / Mauris
3. Margarida : Alan Pelhon / Mauris
4. La campana rota : Jean-Luc Sauvaigo / Mauris
5. Vilatge : Alan Pelhon / Mauris
6. Cauria : Alan Pelhon / Mauris
7. Lun fun (traditionnel): Mauris
8. Paisans dau var : Alan Pelhon / Mauris
9. E lo jorn vendrà : Jean-Luc Sauvaigo / Mauris
10. Vene aquí : Alan Pelhon / Mauris
11. Siáu viu : Alan Pelhon / Mauris
12. Duerme me ieu : Alan Pelhon / Mauris
13. Proscritch : Jean-Luc Sauvaigo / Mauris
14. Lo pastre Joan Pepin : Jean-Luc Sauvaigo / Mauris

- 1981 : Nissa Rebela (Label VENTADORN)

1. La fòla esconduda 2:53
2. Félis Galean 3:28
3. Lu lops 2:36
4. Musica 2:29
5. Marmitons 3:22
6. Nissa Rebela 3:14
7. Ploù 3:46
8. La nuech era bela 3:18
9. Esto matin 2:25
10. Amiga d'un sera 2:46
11. Cançon sensa nom 2:40
12. Òme sies solet 4:10

- 2012 : Issa Nissa Siam pas de Panissa[8], CD collectif en pour le jeune public